# Ân Thi (thành phố cấp huyện)
Ân Thi (chữ Hán giản thể: 恩施市) là một thành phố cấp huyện, thủ phủ của Châu tự trị dân tộc Thổ Gia, Miêu Ân Thi, tỉnh Hồ Bắc, Cộng hòa Nhân dân Trung Hoa. Thành phố này có diện tích 3967 ki-lô-mét vuông, đại bộ phận ku vực này là vùng núi, độ cao trung bình 900 mét trên mực nước biển, dân số năm 1999 là 771.906 người. Về mặt hành chính, thành phố này được chia thành 3 trấn, 10 hương. Tổng cộng có 172 thôn hành chính.
Tại đây có quốc lộ 318 và quốc lộ 209 chạy qua.
Năm 1729 lập huyện Ân Thi, thời kỳ kháng Nhật đây là tỉnh lỵ lâm thời của tỉnh Hồ Bắc.